# Канівець Олег Леонідович
Олег Леонідович Канівець (3 червня 1963, с. Нежухів, Стрийський район, Львівська область, УРСР) — український політик і громадський діяч; народний депутат України VII скликання (з 2012); голова благодійного фонду «Добре серце»(до листопада 2020 р.), міський голова(голова ОТГ) м.Стрий Львівської області з 19 листопада 2020 року.

## Освіта
- У 1980 році закінчив Стрийську середню школу № 2.
- У 1986 році закінчив Львівський національний університет імені Івана Франка, фізичний факультет.

## Трудова діяльність
- 1986 — 1998 рр. — інженер ВО «Мікроприлад» та на заводі «Темара» ВО «Кінескоп»
- 1999 — 2004 рр. — голова ВАТ «Радехівцукор». В цей же час займався ліквідацією менш потужних цукрових заводів Львівщини, зокрема було закрито і порізано на метал Ходорівський цукровий завод.

Канівець прийняв підприємство із заборгованістю 32 млн грн. За 2 роки вона була погашена. «Радехівцукор» вийшов на значні обсяги виробництва, що дало змогу розпочати кредитування сільськогосподарських підприємств області.
- 2008–2009 рр. — помічник генерального директора з економічних питань Чорнобильської атомної електростанції.

На цій посаді Олегу Канівцю вдалося зупинити суттєві зловживання в тендерних закупівлях матеріально-технічних ресурсів для ЧАЕС.
- 2009–2012 рр. — очолював ЗАТ «Укрнафтобуріння».

Під керівництвом Олега Канівця видобувна компанія ввела в промислову експлуатацію нове газове родовище у Харківській області. Обсяги видобутку газу на родовищі складають 8 % газу та 12 % нафти у зведеному балансі видобування недержавними компаніями в Україні.
- 25 жовтня 2020 року обраний міським головою міста Стрий Львівської області.

## Політична діяльність
- 3 кінця 80-х активний учасник патріотичного руху в Галичині, один із засновників Української християнсько-демократичної партії, що взяла свій початок із правозахисної Української Гельсінської Спілки.
- 3 2002 року — депутат Львівської обласної ради, член Президії Львівської обласної ради, голова постійної депутатської комісії з питань приватизації та майна Львівської обласної ради.
- 2003 р. — керівник фракції «Наша Україна» в обласній раді, ініціатор створення антикучмівської більшості, яка була проголошена 6 червня 2003 р. Жодна обласна рада в Україні у ті часи не спромоглася на такий крок.
- 2004 р. — керівник Помаранчевого штабу на території Стрийського та Жидачівського районів.
- 2005 р. — очолив фракцію «Батьківщина» у Львівській обласній раді.
- 2011 р. — очолив Львівську крайову організацію Української партії.
- У березні 2012 р. внаслідок злиття Української партії з політичною силою Анатолія Гриценка «Громадянська позиція», Олега Канівця обрано до Ради партії «Громадянська позиція».

## Парламентська діяльність
На парламентських виборах 2012 р. був обраний народним депутатом України від Всеукраїнського об'єднання «Батьківщина» по одномандатному мажоритарному виборчому округу № 126. За результатами голосування отримав перемогу набравши 41,20 % голосів виборців.
- Заступник голови Лічильної комісії Верховної Ради України сьомого скликання[3]
- Голова підкомітету з питань бюджетної підтримки регіонального розвитку Комітету Верховної Ради України з питань бюджету
- Член групи з міжпарламентських зв'язків з Республікою Польща
- Член групи з міжпарламентських зв'язків з Угорською Республікою
- Член групи з міжпарламентських зв'язків з Канадою
- Член групи з міжпарламентських зв'язків з Республікою Хорватія
- Член групи з міжпарламентських зв'язків з Державою Ізраїль
- Член міжфракційного депутатського об'єднання «Львівщина».

4 квітня 2013 року вийшов із фракції Всеукраїнського об'єднання «Батьківщина». За заявою самого депутата це відбулось у відповідь на бездіяльність її керівництва. «Я дійсно написав заяву про вихід із депутатської фракції „Батьківщина“. Це було нелегке рішення. Але іншого вибору керівництво фракції — Арсеній Яценюк та Олександр Турчинов — мені не залишили. Я неодноразово намагався достукатись до партійних лідерів. Проте мене ніхто не хотів чути! Втім як і багатьох інших моїх колег депутатів». За «надійність» Канівця ручався Анатолій Гриценко.

## Нагороди
- Орден «За заслуги» ІІІ ступеня (8 грудня 2021) — за вагомий особистий внесок у державне будівництво, розвиток місцевого самоврядування, багаторічну сумлінну працю і високий професіоналізм[6].

## Сім'я
Одружений. Виховує 4 доньки і сина.

## Цікаві факти
- Після перемоги Євромайдану супроводжував (разом з Анатолієм Гриценком) бійців «Беркуту» при їх виведенні з Києва[7].
- Ініціював перейменування 223-го зенітно ракетного Теребовлянського полку Повітряних Сил Збройних Сил України. Відповідно до Указу Президента України №416/2021 від 23 серпня 2021 року, полку було присвоєне почесне найменування "імені Українських Січових Стрільців".